# Коламбус (модуль МКС)
«Коламбус» (англ. Columbus — Колумб) — модуль Международной космической станции, созданный по заказу Европейского космического агентства консорциумом европейских аэрокосмических фирм. «Коламбус» — это первый серьёзный вклад Европы в строительство МКС, представляет собой научную лабораторию, дающую европейским учёным возможность проводить исследования в условиях микрогравитации. Хотя Коламбус является самым маленьким из шести лабораторных модулей МКС, здесь можно проводить такое же количество экспериментов с точки зрения объема, емкости данных или энергопотребления, как и в других лабораториях. С помощью дистанционного управления исследователи на земле иногда могут непосредственно вмешиваться в экспериментальный процесс и извлекать свои данные. Европейский лабораторный модуль предназначен для проведения физических, материаловедческих, медико-биологических и иных экспериментов.
Модуль был запущен 7 февраля 2008 года на борту шаттла «Атлантис» в ходе полёта STS-122. Пристыкован к модулю «Гармония» 11 февраля в 21:44 UTC.

## История
Родоначальником модуля является проект европейской космической станции с таким же названием, разработанный в конце 1980-х годов. Станцию планировалось выводить на орбиту ракетой-носителем Ариан-5 и обслуживать при помощи МТКК «Гермес». Однако отмена проекта «Гермес» и сокращение финансирования Европейского космического агентства привели к приостановке и последующей отмене проекта самостоятельной европейской орбитальной станции.
Новую жизнь проект европейской лаборатории получил в октябре 1995 года, когда на Совете министров стран — участниц ЕКА в Тулузе были определены масштабы европейского участия в программе Международной космической станции. Было принято решение о создании орбитального модуля (лаборатории) «Коламбус» — Columbus Orbital Facility (Columbus Laboratory) и установок для исследований в условиях микрогравитации (Microgravity Facilities) для модуля «Коламбус».
В 1996 году ЕКА подписало контракт стоимостью 658 миллионов евро с главным подрядчиком DASA (сейчас — часть EADS Astrium) на разработку лаборатории «Коламбус».
Запуск ракеты Falcon 9 в рамках миссии по доставке и установке оборудования SpaceX CRS-18 состоялся 25 июля 2019 года. Атомные часы в рамках проекта ACES были установлены на борту МКС 22 августа 2019 года.

## Строительство
Модуль «Коламбус» в рамках ЕКА был построен Италией (Итальянское космическое агентство), которая ранее уже имела опыт создания герметичных модулей шаттловской станции-лаборатории Спейслэб, а затем производила также для Международной космической станции модули американского сегмента «Гармония», «Спокойствие», «Купол» и запускавшиеся на Шаттле герметичные многоцелевые модули снабжения (MPLM) «Леонардо», «Рафаэль» и «Донателло».

## Научно-исследовательская деятельность
Проект Atomic Clock Ensemble in Space (ACES) — инициатива Европейского космического агентства (ESA), целью которой является установка ультрастабильных атомных часов на борту Международной космической станции. Часы размещены на внешней платформе European Technology Exposure Facility (EuTEF), монтируемой на модуле Коламбус, что обеспечивает оптимальные условия для синхронизации с Землей и минимизацию внешних воздействий, влияющих на точность измерений.
Проект ACES направлен на проведение высокоточных измерений времени в условиях микрогравитации, что открывает возможности для исследований в различных областях, включая общую теорию относительности, метрологию и интерферометрию с сверхдлинной базой. Одним из ключевых аспектов является использование атомных часов для исследования гравитационных эффектов, таких как гравитационное красное смещение, с высокой точностью, недоступной на Земле.
Данные, получаемые с атомных часов требуются для усовершенствования методов интерферометрии и разработке новых стандартов в метрологии. Ожидается, что часы будут функционировать на орбите в течение нескольких лет, предоставляя точные измерения времени для дальнейших научных исследований и технологических разработок.

## Технические характеристики
- Масса модуля «Коламбус» равна 12 112 кг. Длина — 6871 мм. Диаметр — 4477 мм. Модуль был спроектирован с расчётом на первоначальную эксплуатацию в течение 10 лет, однако на сегодняшний день его использование продолжается, и планируется, что он останется частью МКС.Стоимость его строительства превысила 1,9 млрд $.
- Внешние стены Коламбуса состоят из нескольких слоев алюминия, Kevlar и Nextel 312. Эти материалы защищают лабораторию от повреждений, вызванных микрометеоритами, космическим мусором и космической радиацией, и изолируют ее от воздействия высоких температур.
- Внутри Колумбус оснащен десятью экспериментальными полками, так называемыми стойками, в которых находится лабораторное оборудование, компьютеры и технические системы, похожие на встроенные шкафы. Каждая стойка может вместить испытательные устройства массой до 500 килограммов. Стойки имеют собственный источник питания, системы охлаждения, а также линии видео и передачи данных. При необходимости стойки можно поменять или заменить.
- Шесть других стоек служат местом для хранения и для системных целей, таких как электроснабжение, распределение данных, водяные насосы и система подавления климата и пожара. Таким образом, экипаж может варьировать температуру в лаборатории от 16 до 30 °C.
- Колумбус получает свежий воздух из соединительного узла 2 (Гармония), к которому пришвартована лаборатория. Здесь воздух обрабатывается и очищается от диоксида углерода.
- Солнечные панели космической станции обеспечивают Колумбус 20 киловатт электроэнергии, из которых 13,5 киловатт доступны для научных учреждений.
- В исследовательской лаборатории Колумбуса до трех астронавтов могут работать над научными экспериментами на площади 25 м².
- Управляет работой модуля Европейский центр, расположенный в 60 км от Мюнхена в городе Оберпфаффенхофене.